# 坎普罗东
坎普罗东（西班牙語：Camprodón，加泰隆尼亞語發音：[kəmpɾuˈðon]）是西班牙加泰罗尼亚赫罗纳省的一个市镇。总面积103平方公里，总人口2298人（2020年），人口密度22.2人/平方公里。